# Clickhaze
Clickhaze var en färöisk musikgrupp som grundades av Mikael Blak år 1998. Clickhazeprojektet lades ner igen år 2003. Övriga bandmedlemmar var Eivør Pálsdóttir, Petur Jensen, Bogi á Lakjuni, Høgni Lisberg, Jens L. Thomsen samt Jón Tyril. Gruppens musikstil var bland annat triphop.
Gruppen släppte bara en cdskiva vilket var en EP med sju låtar. Titeln på utgåvan var just EP och släpptes år 2002 på skivbolaget Tutl. Året innan skivan släpptes vann gruppen tävlingen Prix Føroyar.

## Diskografi
- 2002 – EP